# Station Sint-Amandsberg-Westveld
Station Sint-Amandsberg-Westveld is een voormalig spoorwegstation aan spoorlijn 59 (Antwerpen-Gent) in Sint-Amandsberg, een deelgemeente van de Belgische stad Gent.
Het werd oorspronkelijk geopend op het oud tracé van Destelbergen naar Station Gent-Waas, nu de Alfons Braeckmanlaan, en werd later heropend op het nieuwe noordelijkere tracé in 1930. Bij het uitbreken van de Achttiendaagse Veldtocht is het station wederom gesloten. Bij de modernisering van lijn 59 in 1970 werd de halte heropend, om opnieuw te worden gesloten in 1984, als gevolg van het IC/IR-plan.
Het station is meerdere keren van naam veranderd. Geopend als "Mont Saint-Amand/Sint-Amandsberg" in 1930, dan vernederlandst als "Sint Amandsberg" in 1937. Bij de heropening in 1970 werd de naam Westveld toegevoegd om verwarring te vermijden met het station van Sint-Amands. Vanaf 23 mei 1982 bleef alleen het deel Westveld over.
0,0: Antwerpen-Berchem ·
4,0: Antwerpen-Zuid ·
7,0: Antwerpen-Linkeroever ·
9,1: Zwijndrecht ·
10,1: Zwijndrecht-Fort ·
12,1: Melsele ·
14,0: Beveren ·
15,1: Haasdonk ·
18,5: Westakkers ·
19,5: Nieuwkerken-Waas ·
22,7: Sint-Niklaas ·
25,3: Sint-Niklaas-West ·
26,2: Valk ·
27,1: Belsele ·
28,7: Sinaai ·
32,0: Heiken ·
35,7: Lokeren ·
38,4: Staakte ·
41,5: Zeveneken ·
43,6: Beervelde ·
46,8: Lochristi ·
49,5: Destelbergen ·
51,2: Westveld ·
53,0: Oostakker ·
?: Gent-Waas ·
55,8: Gent-Dampoort
Destelbergen · Drongen · Drongensesteenweg · Gentbrugge · Gent-Dampoort · Gent-Heirnis · Gent-Muide · Gent-Noord · Gent-Oost · Gent-Rabot · Gent-Rodenhuize · Gent-Sint-Pieters · Gent-Waas · Gent-Zeehaven · Gent-Zuid · Halewijn · Ledeberg · Merelbeke · Oostakker · Sint-Amandsberg-Westveld · Sint-Denijs-Westrem · Wondelgem